# Odocoileus lucasi
Odocoileus lucasi, históricamente confundido con Navahoceros fricki, es una especie extinta de ciervo del Pleistoceno de América del Norte.

## Historia taxonómica
Kurten describió a una especie a la que él llamó Navahoceros fricki en 1975. Sin embargo, el análisis de Kurten ha sido cuestionado basándose en nuevos datos paleontológicos y métodos técnicos. El análisis de Kurten presentado en casi dos páginas se basaba en promedios de longitud de huesos disociados (muestras de tamaño 9-52), sin especificar el sexo o la edad de los animales de que provenían, sin proveer desviaciones estándar para permitir conocer la variación por sexos o edades. Como no se listaron los números de catálogo de museo, es imposible duplicar su análisis.